# ザカリアス (ローマ教皇)
ザカリアス（Zacharias, 679年? - 752年3月15日）は、第91代ローマ教皇（在位：741年12月3日 - 752年3月15日）。カトリック教会の聖人。記念日は3月22日（帰天日と異なる）。聖ボニファティウスを助け、聖像破壊と奴隷売買に断固反対した。肖像画家、風刺画家の守護聖人である。
ローマ教会会議において様々な天使に堕天使の烙印を押したことでも知られている。これは民間で過熱した天使信仰を抑えるため、聖書正典に名前が言及されているミカエル、ガブリエル、ラファエル以外の天使を堕天使としたものである。

## 生涯
出身はカラブリアで、教皇就任前は助祭を務めた。741年11月28日に先代のグレゴリウス3世が死去したため、12月3日に教皇に選出された。
先代のグレゴリウス3世は東ローマ帝国やランゴバルド王国との対立を解消できずに負の遺産を多く遺していたため、ザカリアスはこの解決に力を注いだ。東ローマ皇帝レオーン3世は奇しくもグレゴリウス3世と同じ年に他界しており、息子のコンスタンティノス5世コプロニュモスが跡を継いでいた。ザカリアスは父帝と同じ聖像破壊運動（イコノクラスム）を支持していたコンスタンティノス5世と巧みに交渉して（コンスタンティノス5世は義兄弟のアルタヴァスドスと後継争いを起こしており、有力な味方を欲しがっていた）和睦した。また、ランゴバルド王国とも和平条約を締結し、さらにランゴバルド王国を牽制するために751年にフランク王国（メロヴィング朝）のキルデリク3世を廃し、ピピン3世のカロリング朝創設を支援した。このとき、「力無き者が王であるより、力有る者が王であるべき」としてピピン3世を強く支持したという。こうして教皇とフランク王は友好関係を結ぶことになった。
752年3月15日、在位10年3か月12日で帰天（逝去）した。